# Le Bignon
Le Bignon (Gallo: Bignon) ist eine französische Gemeinde mit 3.967 Einwohnern (Stand: 1. Januar 2022) im Département Loire-Atlantique in der Region Pays de la Loire; sie gehört zum Arrondissement Nantes und zum Kanton Saint-Philbert-de-Grand-Lieu. Die Einwohner werden Bignonnais und Bignonnaises genannt.

## Geographie
Die Gemeinde Le Bignon liegt am Ognon, etwa zwölf Kilometer südsüdöstlich der Innenstadt von Nantes. Hier im Weinbaugebiet Gros Plant du Pays Nantais wird vor allem der Muscadet produziert. Umgeben wird Le Bignon von den Nachbargemeinden Les Sorinières im Norden, Vertou im Norden und Nordosten, Saint-Fiacre-sur-Maine im Nordosten, Château-Thébaud im Osten, Montbert im Süden, Geneston im Süden und Südwesten, La Chevrolière im Westen und Südwesten sowie Pont-Saint-Martin im Westen und Nordwesten.
Durch die Gemeinde führt die Autoroute A83.

## Bevölkerungsentwicklung
| Jahr      | 1962 | 1968 | 1975 | 1982 | 1990 | 1999 | 2006 | 2012 | 2022 |
| Einwohner | 1438 | 1471 | 1880 | 2279 | 2378 | 2583 | 3111 | 3454 | 3967 |

## Sehenswürdigkeiten
- Abtei von Villeneuve, gegründet als Zisterzienserkloster 1201 von Konstanze, der Herzogin der Bretagne, in der Revolutionszeit während der Kriege zwischen der royalistischen Vendée und den Republikanern in den 1790er Jahren zerstört

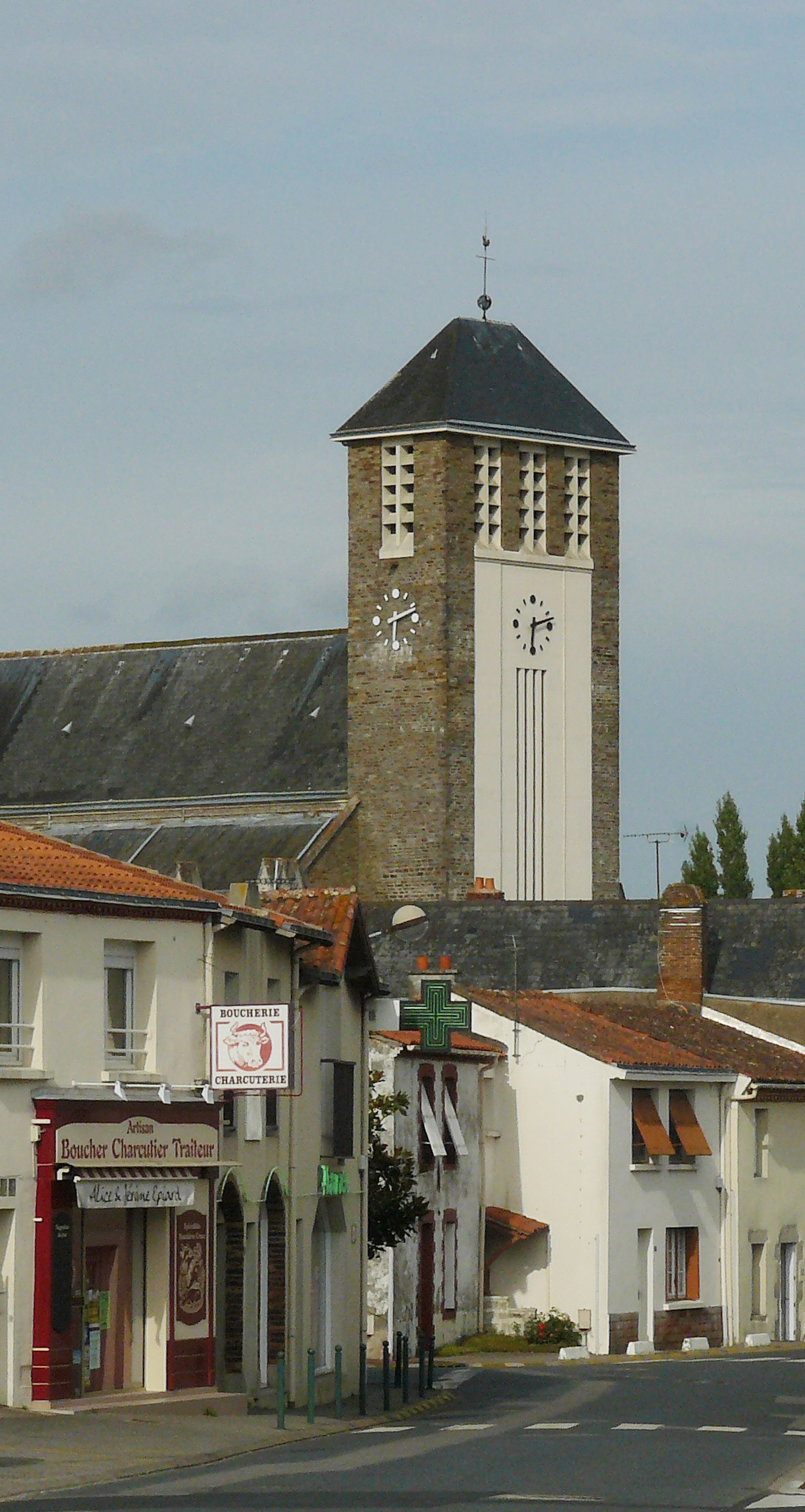
Kirche Saint-Martin

- Kirche Saint-Martin